# Boletinellus proximus
Boletinellus proximus es una especie de hongo del orden Boletales en la familia Boletinellaceae. Es propio de Florida, Estados Unidos, donde crece en el suelo o sobre madera en descomposición en zonas húmedas.